# 杨衔晋
杨衔晋（1913年5月4日—1984年2月6日），男，浙江嘉兴人，中国森林植物学家、林业教育家，曾任中国林学会副理事长、顾问。